# Dreischusterspitze
}}
Dreischusterspitze (italsky Punta dei Tre Scarperi nebo Cima di Tre Scarperi) je se svými 3145 m n. m. nejvyšší horou v Sextenských Dolomitech v Jižním Tyrolsku.

## Poloha a okolí
Dreischusterspitze leží východně od údolí Innerfeldtal a západně od údolí Fischleintal, dvou bočních údolí odbočujících z údolí Sextental. Hora leží na území přírodního parku Drei Zinnen.
Masiv Dreischusterspitze zahrnuje několik dalších vedlejších vrcholů, včetně Nördlichen Gsellknoten (Cima di Sesto Nord, 2875 m), Südlichen Gsellknoten (Cima di Sesto Sud, 2870 m), Sextner Turm (Torre di Sesto, 2596 m) a Steinalpentürme (2575 m) na severu, Kleiner Schuster (Punta Piccola dei Tre Scarperi, 3125 m), Hochwandspitz (2392 m) na západě a Wiener Turm (3095 m) na jihu. Jižně od Wiener Turm hřeben pokračuje přes 2880 m vysoký vrchol Weisslahnscharte (Forcella Lavina Bianca) směrem k Weisslahnspitze (Punta Lavina Bianca, 2987 m) a Schusterplatte (Lastron dei Scarperi, 2957 m).
Masivem prochází hranice mezi obcemi Sexten a San Candido.
Východiskem pro turistiku v oblasti Dreischusterspitze jsou horské chaty Dreischusterhütte (Rifugio Tre Scarperi, 1653 m) v údolí Innerfeldtal, dále Talschlusshütte (Rifugio al Fondo Valle, 1548 m) v údolí Fischleintal a Dreizinnenhütte (Rifugio Locatelli, 2405 m) na jihu náhorní plošiny Schusterplatte.

## Galerie

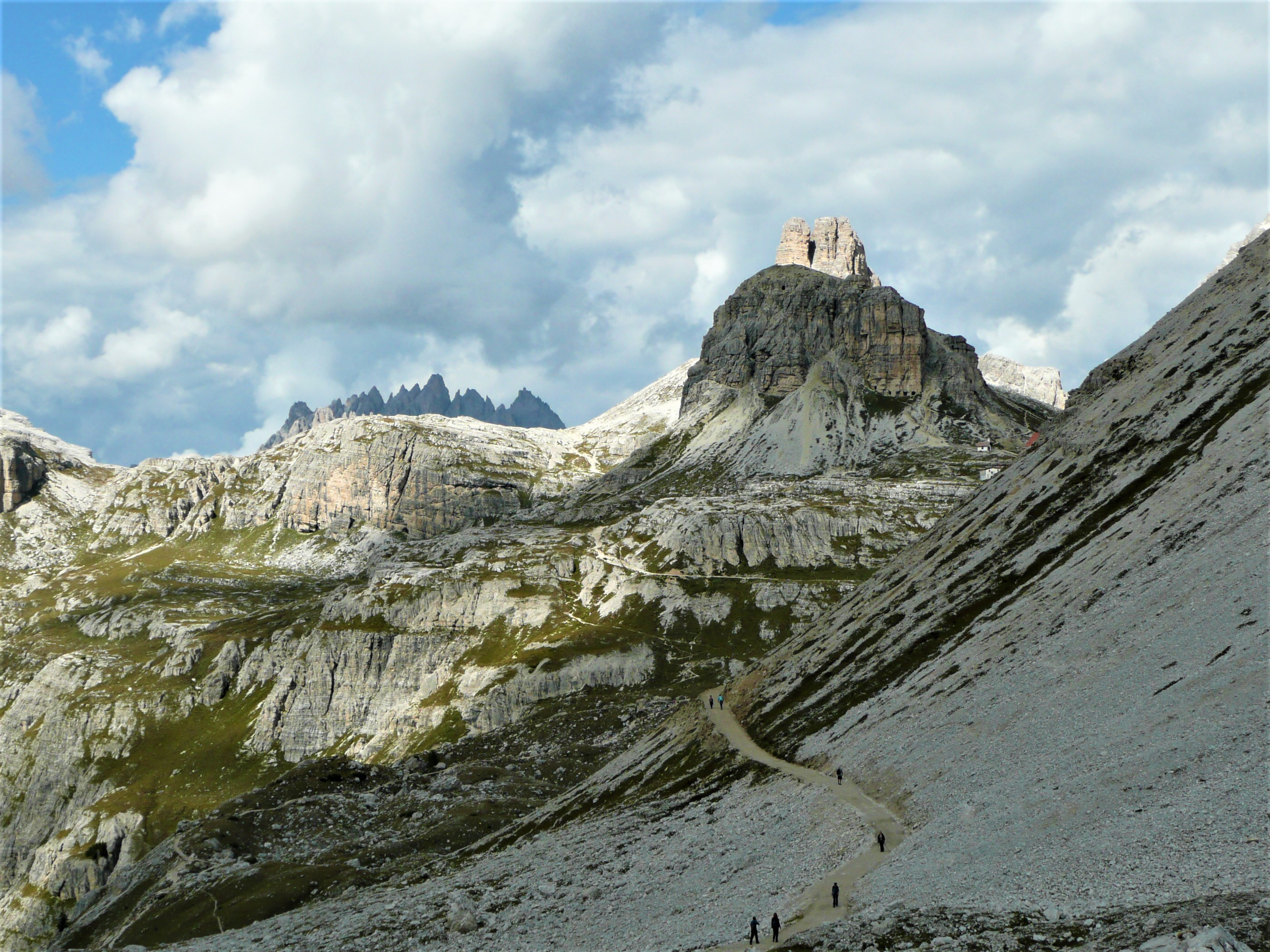
Dreischusterspitze a Haunold (vzadu) při pohledu od Paternsattelu.
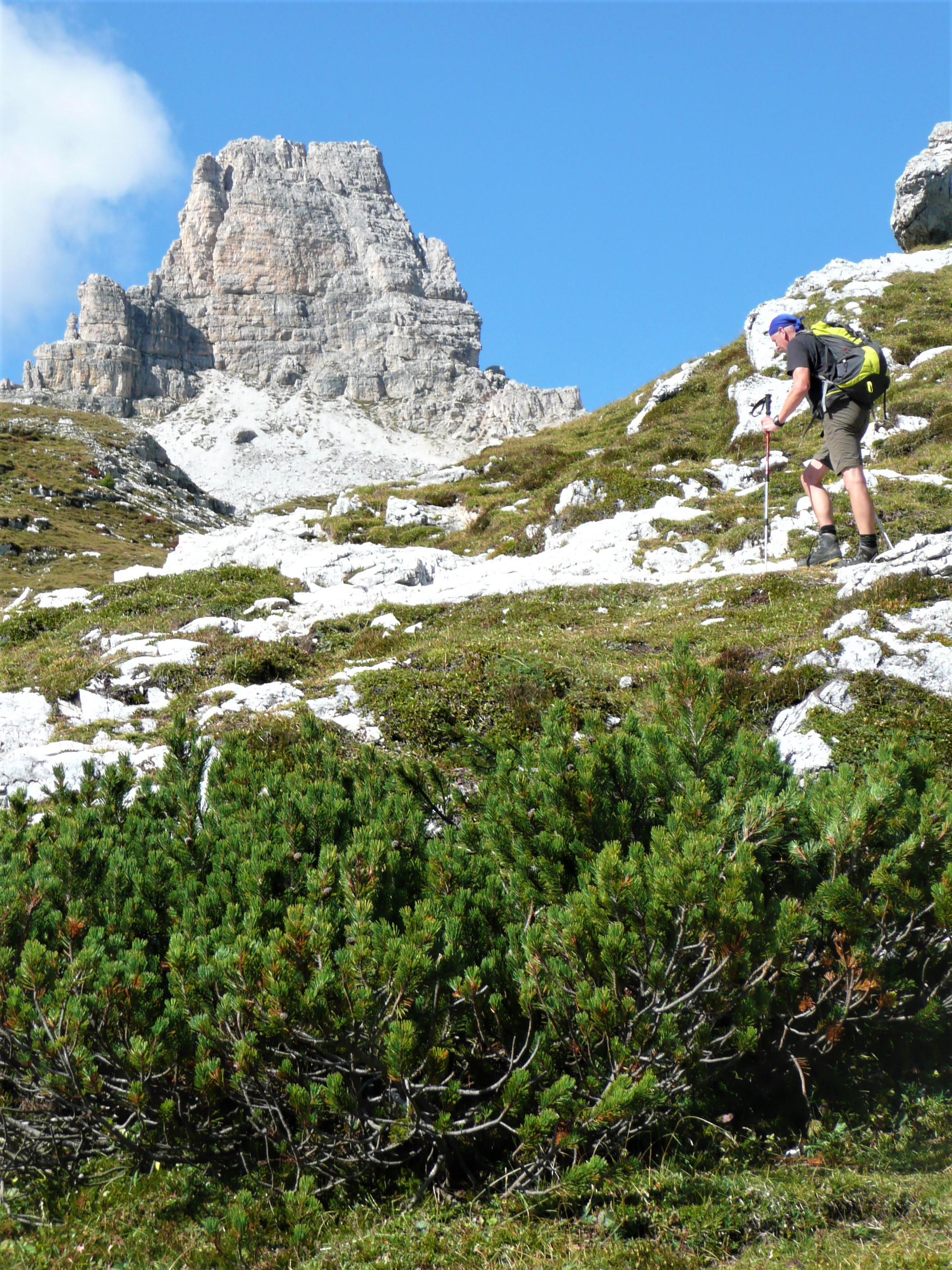
Skály u vrcholu Dreischusterspitze při pohledu z údolí Altensteintal
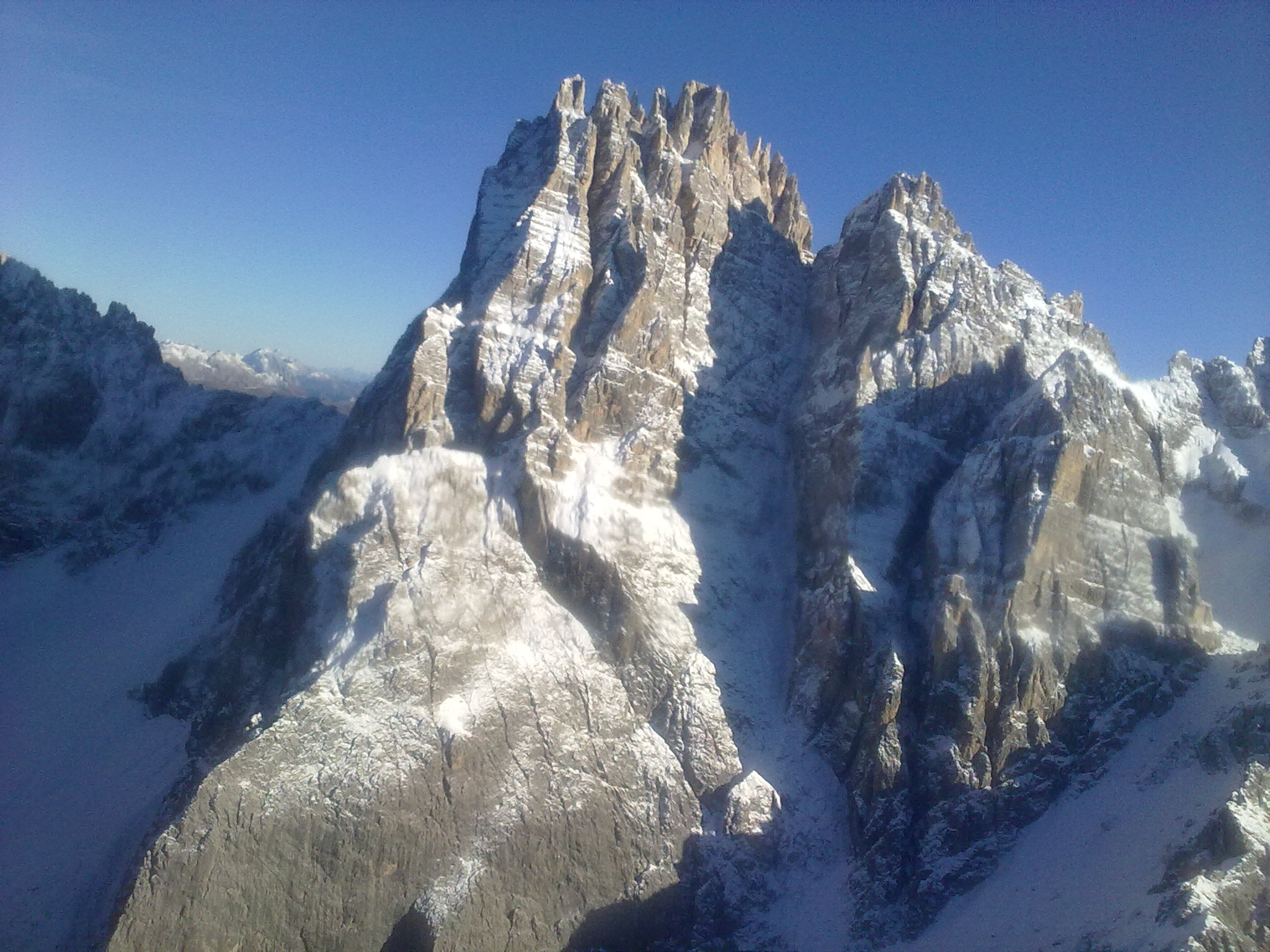
Dreischusterspitze
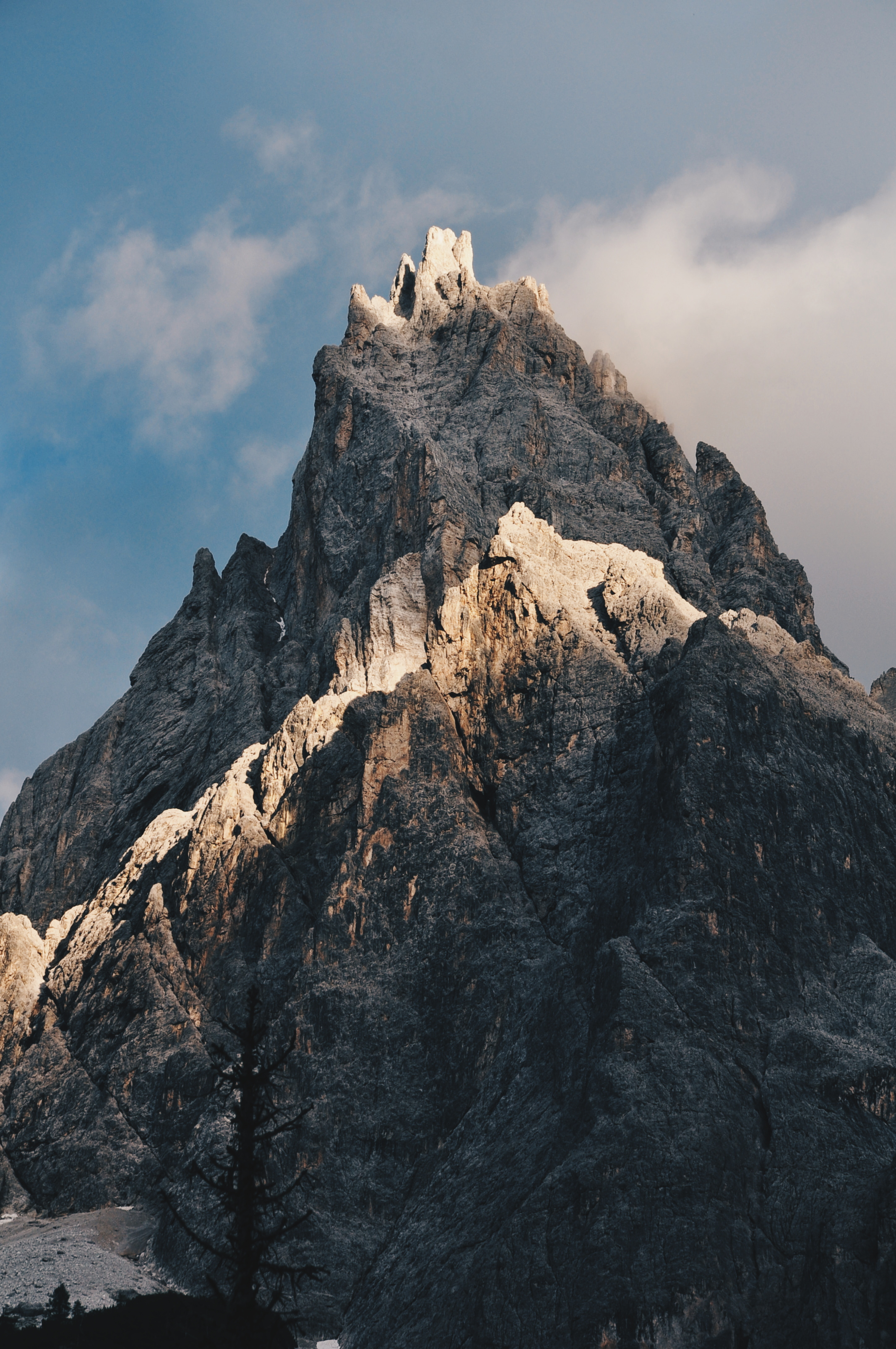
vrchol Dreischusterspitze

## Výstupy
Kvůli své složité struktuře a křehké skále je Dreischusterspitze považována za horolezecky náročnou. I ten nejlehčí výstup, normální cesta s obtížností III (UIAA), je dlouhý, náročný a technicky náročný výstup. Vede od Dreischusterhütte přes severozápadní Steinalpkar ke Steinalpscharte a dále přes východní hřeben. Tato trasa je také obvyklou sestupovou trasou.
Mezi další trasy výstupů na vrchol patří: Innerkofler západní stěnou (III), Innerkofler/Artmann (III) západním pilířem, de Bertoldi (V) severozápadním hřebenem, severovýchodní hřeben (IV) a Langl/Löschner (IV) severní stěnou, kde je nutné ledovcové vybavení.

## Historie
Na Dreischusterspitze poprvé vystoupili 18. července 1869 Paul Grohmann a průvodci Franz Innerkofler ze Sextenu a Peter Salcher z Maria Luggau dnešní normální cestou. Z bivaku, který se nacházel hodinu a půl nad obcí Sexten, se na vrchol dostali za pět hodin. Za významný výstup v alpské historii je považován prvovýstup Veita Innerkoflera a jeho společníků západní stěnou v roce 1888.